# Рейн, Дуглас
Дуглас Рейн (англ. Douglas Rain, 13 марта 1928, Виннипег — 11 ноября 2018) — канадский актёр и диктор кино и телевидения, наиболее известен озвучиванием HAL 9000 в фильме «Космическая одиссея 2001 года», а также в сиквеле этой ленты «2010: год вступления в контакт».

## Биография
Рейн родился в Виннипеге, Манитоба. Его родители были родом из Глазго, Шотландия. В 1953 году он стал одним из основателей Стратфордского шекспировского театрального фестиваля и принимал в нем участие до 1998 года.
Он исполнил ряд театральных ролей, в том числе в пьесе Генрих V, по которой в 1966 году сняли телевизионный фильм. В 1972 году за его роль в пьесе «Да здравствует королева, виват!» он был номинирован на премию «Тони» за лучшую мужскую роль второго плана в пьесе.
Стэнли Кубрик решил использовать голос Рейна для озвучивания HAL в фильме «Космическая одиссея 2001 года» после того как посмотрел документальный фильм «Universe» 1960 года, озвученный Рейном.
Рейн скончался 11 ноября 2018 года в возрасте 90 лет в Сент-Марисе.